# Неофит Скопски (екзархийски митрополит)
 Тази статия е за българския духовник.  За гръцкия духовник вижте Неофит Скопски (патриаршески митрополит).  
Неофит е висш български духовник и обществен деец, митрополит на българската Скопска епархия от 1910 до 1913 и от 1915 до 1918 година.

## Биография

### Образование и учителстване в Скопие
Роден е като Наум Паскалев (Пасков) на 4 януари 1870 година в град Охрид, тогава в Османската империя, в семейството на Паскал и Мария. Остава рано сирак. Учи в родния си град, а по-късно в българското свещеническо училище в Одрин с издръжката на ученическото дружество „Свети Климент“ в Охрид. Там в края на 1889 г. е постриган в монашество с името Неофит. В 1890 година е ръкоположен в йеродяконски чин. Служи като дякон при митрополит Синесий Охридски.
В 1891 година екзарх Йосиф I Български го изпраща в Русия да учи в Московската (Витанската) духовна семинария, която завършва в 1897 година. Неофит възнамерява да продължи образованието си в Московската духовна академия, но, тъй като Екзархията има нужда от подготвени учителски кадри, е повикан през август обратно в Македония и той се завръща в българските земи. Изпратен е като учител по църковна история в българското педагогическо училище в Скопие, където преподава от 1897 година до 1899 година. В Скопие се изявява като отличен педагог и работи с митрополит Синесий, заел междувременно скопската катедра, по ограничаването на сръбската пропаганда и в Тахталидже е направен неуспешен опит за убийството му. В 1899 година е назначен за дякон и чиновник при Екзархията в Цариград.

### Наместник в Дойран, Кукуш и Солун
На 6 август 1900 година екзарх Йосиф го ръкополага за йеромонах и го назначава за е председател на българската църковно-училищната община (архиерейски наместник) в Дойран. В Дойран се сблъсква с воюващия с всичко българско епископ Партений Поленински. Неофит успява да построи нова сграда за българско училище и връща на българите градската църква „Свети Илия“.
В 1901 година е назначен за председател на Кукушката българска община. В Кукуш заварва българското екзархийско дело дълбоко разстроено, след побоищата и арестите по време на Солунската афера – цялото църковно училищно настоятелство, начело с предишния наместник Антим Върбанов е в затвора, а каймакаминът критянин е силно антибългарски настроен. От това се възползва униатската пропаганда, начело с кукушкия епископ Епифаний Шанов, която активизира дейността си. За три години йеромонах Неофит успява да парира разпространението на унията и свежда униатските къщи до старото количество.
В 1903 година йеромонах Неофит заминава за Солун да оглави българската община и след Солунските атентати и Илинденско-Преображенското въстание, отново заварва българското църковно-училищно дело съсипано - църквите са затворени, учители, свещеници и настоятели избити, затворени или изпокрили се. Валията Хасан Фехми паша категорично отказва да разреши откриването на затворените български учебни заведения, а наследилият го през септември 1904 година Рауф паша изобщо забранява да му се представят каквито и да било оплаквания и да се приемат хора от провинцията. Затова Неофит препраща всички делегации директно към генералния инспектор на Македония Хюсеин Хилми паша и към двамата комисари при него Николай Демерик и Хайнрих Мюлер. Хилми паша нарежда всички молби да минават през общината и да се представят само на български език в три екземпляра. Неофит свидетелства пред Европейския инспекторат за турските своеволия над българите в Македония. Като управляващ епархията в Солун, където остава до 1907 година, Неофит успява да стабилизира българското дело.
- Писмо от йеромонах Неофит – председател на Солунската българска църковна община до екзарх Йосиф I за необходимостта от издигане на българска църква в Солун

### Архиерей в Скопие
В 1907 година по решение на Светия синод на Екзархията е възведен в архимандритско достойнство. На 7 декември 1908 година е ръкоположен за епископ с титлата Брегалнишки и е назначен за викарен епископ на митрополита на Скопската епархия Синесий. От февруари до юли 1910 година Неофит Брегалнишки е управляващ Охридската епархия, овдовяла след смъртта на митрополит Методий.
На 20 юни 1910 година епископ Неофит Брегалнишки е канонически утвърден за скопски митрополит. Неофит не е одобряван от Революционната организация, тъй като изпълнява единствено нареждания на Екзархията, и още през април по въпроса с екзарх Йосиф се среща Христо Татарчев, на когото екзархът обяснява, че това единствената подходяща кандидатура. В Скопие митрополит Неофит развива активна дейност срещу сръбската пропаганда. Митрополит Неофит оставя канцеларската работа на протосингела си архимандрит Панарет и самият той започна постоянни обиколки из епархията си, за да разбере проблемите на населението. Още в първата година на архиерейството си освещава храмовете „Свети Никола“ в Балин дол, в „Лешница“, в Чайле, „Свети Никола“ в Печково и „Свети Илия“ във Виничката махала на Црешево. Митрополит Неофит успява да парира и опитите на властите да отнемат Карпинския манастир от екзархистите. Същевременно Неофит настройва част от българската община срещу себе си. По време на Балканската война в 1912 година защитава българското население от оттеглящите се османски войски.
На 10 април 1913 година изпраща послание до руския цар Николай II за издевателства на сръбските и гръцките войски над българското население в окупирана Македония. След избухването на Междусъюзническата война в 1913 година новите сръбски власти го арестуват и екстернират в България.

### След Междусъюзническата война
Екзархията му възлага управлението на Одринската епархия, като Неофит пристига в Одрин на 29 март 1914 година.
След освобождението на Скопие през Първата световна война Неофит се завръща на митрополитския престол в града, за да бъде окончателно прогонен от сръбските власти след края на войната в 1918 година.
От края на 1918 година митрополит Неофит е управляващ Струмишката епархия, какъвто остава до 1919 година, когато сръбските войски заемат предаденото на Кралството на сърби, хървати и словенци Струмишко.
Неофит Скопски взема активно участие в архиерейския събор, състоял се в София от 2 до 20 декември 1920 година и имащ за цел подготовката на Втория църковно-народен събор.
През 1925 година е назначен за управляващ Лозенградската епархия, а от май 1932 година е и управляващ на присъединената към нея Одринска епархия, какъвто остава до 1937 година.
Умира на 7 януари 1938 година във вилата си „Изгнание“ край София. Погребан е в Централните софийски гробища.
Още в 1916 година митрополит Неофит създава фонд към образуваното от него дружество „Милосърдие“ и след смъртта си завещава цялото си имущество на Светия синод,  Скопското благотворително братство, Женското дружество „Екатерина Симидчиева“ и охридчани.
- Войници от Допълняющия македонски полк полагат клетва пред митрополит Неофит Скопски, 1916 г.